# Napalan (Semidang Alas)
Napalan is een bestuurslaag in het regentschap Seluma van de provincie Bengkulu, Indonesië. Napalan telt 170 inwoners (volkstelling 2010).